# Mantic Ritual
Mantic Ritual ist eine 2004 unter dem Namen Meltdown gegründete Thrash-Metal-Band aus Pittsburgh. Die Band ist derzeit bei Nuclear Blast unter Vertrag.

## Bandgeschichte
Die Band wurde im Sommer 2004 als Meltdown von Dan Wetmore, Ben Mottsman und anderen in Pittsburgh gegründet. Einige Monate später kam Adam Haritan als Drummer hinzu. Nach einigen Lineup-Wechseln wurde Jeff Potts im Herbst 2005 als Leadgitarrist in die Band aufgenommen. Haritan sagte dazu, Potts habe „die Band also vervollständigt.“ Dieser Zeitpunkt stellt die eigentliche Gründung der Band dar.
Daraufhin spielten Meltdown in diversen Clubs in Pittsburgh. Die Band hatte schon früh den Wunsch, auch außerhalb von Pittsburgh bekannter zu werden und dachte über Möglichkeiten nach, ihre Popularität zu steigern. Aus dem Kontakt mit Bands wie Warbringer und Fueled by Fire entstand schließlich die Idee, einige Auftritte in Los Angeles zu organisieren. Wegen der größeren Aussichten auf Erfolg zogen die vier Bandmitglieder 2007 nach Los Angeles, wo sie ihr Debütalbum Executioner als Demo veröffentlichten und daraufhin im Februar 2008 einen Plattenvertrag bei Nuclear Blast unterschrieben. Vor kurzem zogen die Bandmitglieder wieder nach Pittsburgh zurück.
Das Debütalbum Executioner wurde im April 2008 mit Andy Classen im Stage One Studio in Bühne komplett neu aufgenommen und ein weiterer, bisher unveröffentlichter Song eingespielt. Die Veröffentlichung des Albums verzögerte sich wegen der Änderung des Bandnamens, der auf Anraten des Managements geändert wurde.
Am 21. Januar 2009 wurden die Songs „Next Attack“ und „Murdered to Death“ auf Myspace vorgestellt, eine Woche darauf folgte der Videoclip zum Song „One by One“, welcher von Maurice Swinkels von Legion of the Damned produziert wurde. Das Album Executioner wurde am 27. Februar 2009  über Nuclear Blast in Europa veröffentlicht, in den USA erschien das Album am 10. März 2009.
Im Januar 2009 waren Mantic Ritual mit Rotting Christ auf einer Tour durch die USA. Im März folgte eine US-Tour mit Destruction und Krisiun.
Die Band gab im April 2009 bekannt, an einem neuen Album zu arbeiten.
Sänger und Gitarrist Dan Wetmore verließ Mantic Ritual im September 2009, um sich wieder auf die Schule zu konzentrieren. Für die kommenden Auftritte der US-Tour wird Dave Watson die Band unterstützen.

## Stil
Mantic Ritual waren ursprünglich nicht auf den Stil des Thrash Metals festgelegt, sondern hat sich laut Drummer Adam Haritan unter vielen Einflüssen in diese Richtung entwickelt. Als Beispiele für diese Einflüsse gibt Haritan Bands wie Mercyful Fate, Danzig, Metallica, Slayer und Sepultura an, aber auch Scorpions, Ramones, The Clash und Sex Pistols. Einen großen Einfluss auf das Songwriting der Band üben auch NWoBHM-Bands wie Diamond Head und Iron Maiden aus. Das Gitarrenspiel von Potts ist zudem vom Progressive Metal (Dream Theater, Symphony X) beeinflusst.
Zu den Inhalten der Musik und zum Bandnamen sagte Haritan in einem Interview mit dem Webzine metal.de:

„Die Leute werden immer blöder, leben ihr Leben unbewusst und sind ganz realitätsvergessen. Es ist zu einem Ritual geworden, nicht mehr für sich selbst zu denken und sich stattdessen mit Mittelmäßigkeit zufriedenstellen zu lassen. Das ist ein recht wichtiges Thema für uns, gerade hinsichtlich unserer Lyrics, also halte ich den Namen für sehr passend.“

In zahlreichen Rezensionen zu Executioner wurde der Stil der Band sowohl auf instrumenteller als auch auf gesanglicher Ebene mit den frühen Metallica und Exodus verglichen.

## Diskografie
- 2007: Executioner (unter dem Bandnamen Meltdown)
- 2009: Executioner

## Videos
- 2009: One by One